# Танака Тоцуґен
Тана́ка Тоцуґе́н (яп. 田中訥言, たなかとつげん; 1767–1823) — японський художник, дослідник образотворчого мистецтва.
Походив з провінції Оварі.
Навчався у Кіото, де вивчкав техніку школи Тоса. Згодом займався дослідженням класичних японських картин у стилі ямато-е. Відродив цей стиль, заснувавши Відновлену школу ямато-е.